# Yuki Uekusa
Yuki Uekusa (植草 裕樹 Uekusa Yuki?), född 2 juli 1982 i Chiba prefektur, är en japansk fotbollsspelare.
Uekusa började sin karriär 2005 i Kawasaki Frontale. Efter Kawasaki Frontale spelade han för Montedio Yamagata, Vissel Kobe, V-Varen Nagasaki och Shimizu S-Pulse. Han avslutade karriären 2018.